# 1961 في الكويت
1961 في الكويت هو العام الذي شهد أبرز محطة في تاريخ الكويت الحديث، حيث نالت البلاد استقلالها من المملكة المتحدة وأصبحت دولة ذات سيادة، مما جعل هذا العام نقطة تحوّل أساسية في مسيرة الكويت السياسية والاقتصادية والاجتماعية. كما شهد هذا العام إنشاء أول بطولة رسمية في كرة القدم، إلى جانب عدد من الأحداث الثقافية والاجتماعية، وولادة شخصيات بارزة تركت بصمتها في الحياة العامة لاحقًا.

## المناصب
- أمير الدولة: عبد الله السالم الصباح. الذي يلقب بـ "أبو الدستور"، وقاد البلاد نحو الاستقلال في 19 يونيو 1961، وكان له دور كبير في إرساء أسس الدولة الحديثة.
- رئيس مجلس الوزراء: تولى الشيخ عبد الله السالم نفسه مهام رئاسة مجلس الوزراء بعد الاستقلال حتى تشكيل أول حكومة كويتية.
- وزارات ناشئة: بدأ في هذه السنة تأسيس وزارات وهيئات حكومية جديدة مثل وزارة الخارجية ووزارة الإعلام، لمواكبة مرحلة الدولة المستقلة.
- يوسف إبراهيم الغانم، وزير الأشغال العامة.
- عبد العزيز الصقر، وزير الصحة.
- الشيخ جابر الأحمد الجابر الصباح، وزير المالية والاقتصاد – لاحقًا أصبح أمير الكويت.
- الشيخ صباح السالم الصباح، وزير الخارجية – لاحقًا أصبح أمير الكويت.
- حمد عيسى الرجيب، وزير الشؤون الاجتماعية والعمل.
- عبد الله المساعد العبد الله الصباح، وزير الدفاع.
- القضاء: في تلك الفترة كان القضاء يتبع المجلس الأعلى للقضاء بإشراف الأمير.
- ديوان المحاسبة: وضع أساسه عام 1961 لضمان الرقابة المالية.

## أحداث
- استقلال الكويت.[1] في 19 يونيو 1961، أعلن الشيخ عبد الله السالم الصباح استقلال الكويت عن بريطانيا بعد إلغاء معاهدة الحماية البريطانية الموقعة عام 1899.
- اعترفت المملكة المتحدة باستقلال الكويت فورًا، وتبعتها معظم الدول العربية والعالمية.
- انضمت الكويت إلى جامعة الدول العربية في يوليو 1961.
- بعد الاستقلال، أصدر الشيخ عبد الله السالم مرسومًا بإعداد دستور للبلاد، وتم وضع دستور 1962 الذي أسس النظام البرلماني والديمقراطي.
- الدستور أكد على أن الكويت دولة عربية مستقلة ذات سيادة، دينها الإسلام ولغتها العربية.
- واجهت الكويت تهديدات من العراق الذي اعتبرها جزءًا من أراضيه، فطلبت الكويت دعمًا عسكريًا عربيًا، فجاءت قوات عربية مشتركة لحمايتها.
- إنشاء مسابقة وطنية رئيسية لكرة القدم وهو الدوري الكويتي.[2]
- إنشاء أول بطولة وطنية لكرة القدم، وهي الدوري الكويتي، وشارك فيه عدد من الأندية المحلية، مما مثّل بداية تأسيس البنية الرياضية المنظمة في الكويت.
- بعد الاستقلال، بدأت الكويت في إنشاء المؤسسات الاقتصادية الحديثة، مثل تنظيم تصدير النفط بشكل مباشر دون إشراف بريطاني.
- تم وضع اللبنات الأولى لمشروعات عمرانية حديثة، وشُرع في بناء مدارس ومستشفيات جديدة لتلبية متطلبات المجتمع الكويتي المتنامي.
- شهد هذا العام بداية مرحلة الانفتاح الثقافي من خلال تأسيس المجلات والصحف المحلية.
- تم تنظيم العديد من الفعاليات الاجتماعية احتفالًا بالاستقلال.
- بدأت الكويت بإنشاء مؤسسات سيادية مثل الجيش الكويتي والشرطة الكويتية بشكل منظم، حيث تم تدريب الكوادر محليًا وخارجيًا.
- تولى الشيخ صباح السالم الصباح أول منصب لوزارة الخارجية، وكان له دور في تعزيز العلاقات الدبلوماسية مع الدول العربية والعالمية بعد الاستقلال.
- بعد إعلان الاستقلال، بعث أمير الكويت رسالة رسمية إلى الأمم المتحدة يطلب فيها قبول عضوية الكويت، إلا أن العراق اعترض، مما أدى إلى تأجيل العضوية حتى عام 1963.
- أزمة عبد الكريم قاسم: أعلن رئيس وزراء العراق آنذاك أن الكويت جزء من العراق، ما تسبب في توتر سياسي كبير.
- هذا العام شهد توسيع العلاقات الدبلوماسية للكويت، حيث افتتحت سفارات جديدة في القاهرة، الرياض، وبيروت.
- إصدار أول صحيفة رسمية بعد الاستقلال باسم جريدة الكويت اليوم، وهي الجريدة الرسمية للدولة.
- شهدت الكويت في هذا العام نشاطًا ثقافيًا متزايدًا مثل انتشار الأندية الثقافية والأدبية، أبرزها رابطة الأدباء الكويتية التي أسهمت في تطوير الحركة الأدبية.
- أقيمت احتفالات شعبية واسعة بمناسبة الاستقلال في مختلف مناطق الكويت، تضمنت عروضًا فلكلورية وأمسيات شعرية.
- ازدهر المسرح الكويتي، حيث بدأ الفنانون بتأسيس الفرق المسرحية الأولى بشكل أكثر تنظيمًا.
- بدأ الاهتمام بتطوير الملاعب الرياضية، حيث جرى العمل على إنشاء ملاعب صغيرة في العاصمة وحولي.
- تأسيس الاتحاد الكويتي لكرة القدم بشكل رسمي في نفس العام، ما مهّد لاحقًا لانضمام الكويت للاتحاد الدولي (فيفا) عام 1964.

## مواليد
- عبد الله الرويشد، مغني، يعتبر من رموز الغناء الخليجي.
- يوسف المطرف، مغني.
- جمال الردهان، ممثل.
- ناصر المري، نائب في مجلس الأمة.
- فلاح الصواغ، نائب في مجلس الأمة.
- علي حسن، لاعب كرة قدم كويتي بارز في السبعينيات.
- عبد المحسن الظفيري، شخصية اقتصادية ساهمت في تطوير العمل المصرفي.
- سليمان البسام، مخرج مسرحي كويتي.